# Hydropsyche alaca
Hydropsyche alaca là một loài Trichoptera trong họ Hydropsychidae. Chúng phân bố ở miền Cổ bắc.